# NHL Entry Draft 1997

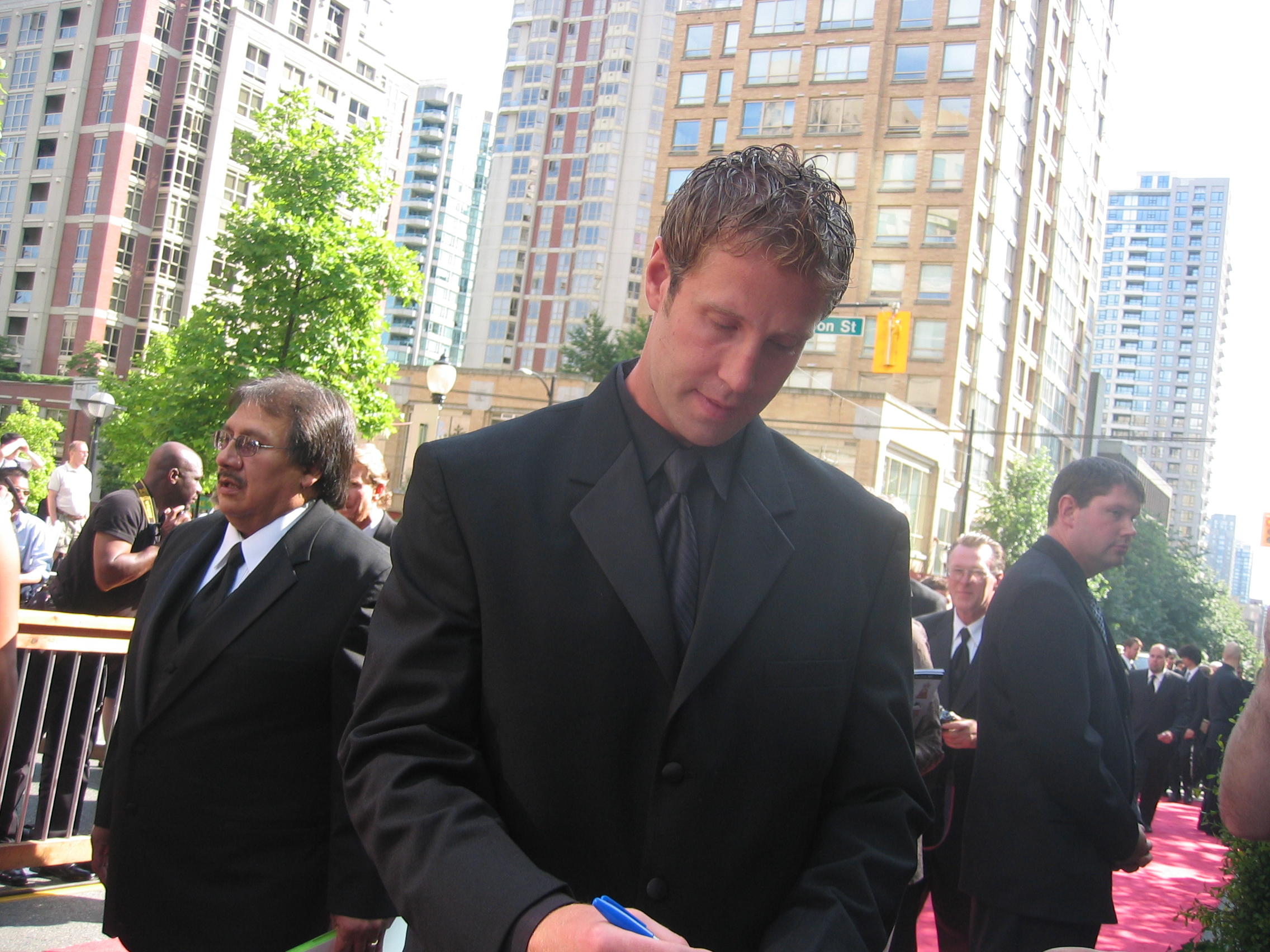
Joe Thornton został wybrany jako pierwszy w drafcie 1997.

NHL Entry Draft 1997 był 35. draftem w historii. Odbył się w dniach 21 czerwca w Civic Arena amerykańskim Pittsburghu, drugim co do wielkości populacji mieście stanu Pensylwania. Boston Bruins, którzy zakończyli poprzedni sezon na ostatnim miejscu jako pierwsi wybrali zawodnika do swojego zespołu.
Łącznie wybrano 246 zawodników w 9 rundach. Z pierwszym numerem wydraftowany został występujący na pozycji środkowego – Kanadyjczyk Joe Thornton. Również kolejne miejsca w drafcie przypadły środowym. Jako drugi wybrany został Patrick Marleau, który przeszedł do San Jose Sharks. Trzecim zawodnikiem draftu był Fin Olli Jokinen, który przeszedł do Los Angeles Kings.

## Draft 1997

### Runda 1
| #  | Zawodnik                     | Drużyna NHL                                   | Klub macierzysty                  |
| -- | ---------------------------- | --------------------------------------------- | --------------------------------- |
| 1  | Joe Thornton (C)             | Boston Bruins                                 | Sault Ste. Marie Greyhounds (OHL) |
| 2  | Patrick Marleau              | San Jose Sharks                               | Seattle Thunderbirds (WHL)        |
| 3  | Olli Jokinen (C)             | Los Angeles Kings                             | HIFK Hockey (SM-liiga)            |
| 4  | Roberto Luongo (G)           | New York Islanders (z Toronto)                | Val-d’Or Foreurs (QMJHL)          |
| 5  | Eric Brewer (D)              | New York Islanders                            | Prince George Cougars (WHL)       |
| 6  | Daniel Tkaczuk (C)           | Calgary Flames                                | Barrie Colts (OHL)                |
| 7  | Paul Mara (D)                | Tampa Bay Lightning                           | Sudbury Wolves (OHL)              |
| 8  | Siergiej Samsonow (LW)       | Boston Bruins (z Carolina)                    | Detroit Vipers (IHL)              |
| 9  | Nick Boynton (D)             | Washington Capitals                           | Ottawa 67’s (OHL)                 |
| 10 | Brad Ference (D)             | Vancouver Canucks                             | Spokane Chiefs (WHL)              |
| 11 | Jason Ward (RW)              | Montreal Canadiens                            | Erie Otters (OHL)                 |
| 12 | Marián Hossa (EW)            | Ottawa Senators                               | HC Dukla Trenczyn (Extraliga)     |
| 13 | Daniel Cleary (LW)           | Chicago Blackhawks                            | Belleville Bulls (OHL)            |
| 14 | Michel Riesen (RW)           | Edmonton Oilers                               | EHC Biel (NLB)                    |
| 15 | Matt Zultek (LW)             | Los Angeles Kings (z St. Louis)               | Ottawa 67’s (OHL)                 |
| 16 | Ty Jones (LW)                | Chicago Blackhawks (z Phoenix)                | Spokane Chiefs (WHL)              |
| 17 | Róbert Döme (RW)             | Pittsburgh Penguins                           | Las Vegas Thunder (IHL)           |
| 18 | Michael Holmqvist (C)        | Mighty Ducks of Anaheim                       | Djurgårdens IF (Elitserien)       |
| 19 | Stefan Cherneski (RW)        | New York Rangers                              | Brandon Wheat Kings (WHL)         |
| 20 | Mike Brown (LW)              | Florida Panthers                              | Red Deer Rebels (WHL)             |
| 21 | Mika Noronen (G)             | Buffalo Sabres                                | Tappara (SM-liiga)                |
| 22 | Nikos Tselios (D)            | Carolina Hurricanes (z Detroit)               | Belleville Bulls (OHL)            |
| 23 | Scott Hannan (C)             | San Jose Sharks (z Philadelphia via Carolina) | Kelowna Rockets (WHL)             |
| 24 | Jean-Francois Damphousse (G) | New Jersey Devils                             | Moncton Wildcats (QMJHL)          |
| 25 | Brenden Morrow (LW)          | Dallas Stars                                  | Portland Winter Hawks (WHL)       |
| 26 | Kevin Grimes (D)             | Colorado Avalanche                            | Kingston Frontenacs (OHL)         |

### Runda 2
| #  | Zawodnik               | Drużyna NHL       | Klub macierzysty               |
| -- | ---------------------- | ----------------- | ------------------------------ |
| 47 | Kristian Huselius (RW) | Florida Panthers  | Färjestad BK (Elitserien)      |
| 48 | Henrik Tallinder (D)   | Buffalo Sabres    | AIK (Elitserien)               |
| 49 | Jurij Bucajew (LW)     | Detroit Red Wings | Łada Togliatti (Superliga)     |
| 52 | Roman Laszenko (C)     | Dallas Stars      | Łokomotiw Jarosław (Superliga) |

### Runda 3
| #  | Zawodnik                | Drużyna NHL                                       | Klub macierzysty          |
| -- | ----------------------- | ------------------------------------------------- | ------------------------- |
| 58 | Jani Hurme (G)          | Ottawa Senators (z New Jersey)                    | TPS (Liiga)               |
| 69 | Maksim Afinogienow (RW) | Buffalo Sabres (z St. Louis)                      | Dinamo Moskwa (Superliga) |
| 78 | Ville Nieminen (LW)     | Colorado Avalanche (z New Jersey przez St. Louis) | Tappara (SM-liiga)        |

### Runda 4
| #   | Zawodnik            | Drużyna NHL         | Klub macierzysty               |
| --- | ------------------- | ------------------- | ------------------------------ |
| 103 | Michaił Czernow (D) | Philadelphia Flyers | Łokomotiw Jarosław (Superliga) |

### Runda 5
| #   | Zawodnik           | Drużyna NHL        | Klub macierzysty |
| --- | ------------------ | ------------------ | ---------------- |
| 122 | Hennadij Razin (D) | Montreal Canadiens | Kamloops Blazers |
| 132 | Teemu Elomo (D)    | Dallas Stars       | TPS              |

### Runda 7
| #   | Zawodnik          | Drużyna NHL     | Klub macierzysty       |
| --- | ----------------- | --------------- | ---------------------- |
| 177 | Ladislav Nagy (C) | St. Louis Blues | HC Koszyce (Extraliga) |

### Runda 8
| #   | Zawodnik         | Drużyna NHL    | Klub macierzysty            |
| --- | ---------------- | -------------- | --------------------------- |
| 212 | Kamil Piroš (RW) | Buffalo Sabres | HC Litvínov U20 (Extraliga) |

### Runda 9
| #   | Zawodnik           | Drużyna NHL     | Klub macierzysty    |
| --- | ------------------ | --------------- | ------------------- |
| 229 | Karel Rachůnek (D) | Ottawa Senators | HC Zlín (Extraliga) |